# Кей, Сара
Сара Кей (англ. Sarah Kay; род. 19 июня 1988 год, Нью-Йорк, США) — американская поэтесса. Является учредителем и одним из директоров проекта V.O.I.C.E., основанного в 2004 году.

## Биография
Сара Кей родилась  19 июня 1988 года в Нью-Йорке. Её мать — американка японского происхождения, а отец — американец еврейского происхождения . Начала выступать в клубе поэзии «Бауэри» (Bowery Poetry Club) в Ист-Виллидж (Нижний Манхэттен) в возрасте 14 лет. На то время она была самой молодой участницей Национального поэтического слэма в Техасе. В 2007 году Сара Кей впервые появилась на телевидении, декламируя стихотворение «Hands» на телеканале HBO в телешоу Def Poetry Jam. Она выступала в Линкольн центре(Lincoln Center for the Performing Arts), на кинофестивале «Трибека»(Tribeca Film Festival), а также в ООН, где была заслуженным исполнителем для создания в 2004 году World Youth Report.
3 мая 2011 года Сара выступала на конференции TED в Лонг-Бич (Калифорния), в рамках «Beauty, Imagination, Enchantment.». Наряду с разговорами о ее воспитании, она исполнила стихи «B» и «Hiroshima». Также выступала на фестивале The Nantucket Project в Нантакете, Массачусетс.

## Публикации
Поэтесса работала в основном в разговорном жанре. Она опубликовала свои стихи в журналах Foundling Review, DamselFly Press, и decomP literary magazine.
В 2011 году Сара Кей выпустила небольшую книжку «B», которая содержит вступительный стих, написанный еще в 2007 году. В марте 2014 года издательством Write Bloody Publishing был опубликован сборник стихов раннего творчества «No Matter The Wreckage», в котором содержались иллюстрации Софии Яновиц.